# Hunkøn
 Denne artikel omhandler biologisk og genetisk hunkøn. Opslagsordet har også en anden betydning, se Femininum.
Hunkøn er hunnen af mennesker/dyr og er/kan blive fødedygtigt (gælder for de fleste pattedyr) eller æglæggende (for andre dyr). Genetisk set er hunkøn (gældende for pattedyr), når begge kønskromosomer er X – altså XX. Hos nogle andre dyr kan temperaturen under æggets udrugning bestemme kønnet. Andre dyr igen kan skifte køn eller er hermafroditter. Nogen planter kan også opdeles i hankøn og hunkøn. Hunkønnet bærer frugt, mens hankønet spreder pollen.
| Naturvidenskab | Spire Denne naturvidenskabsartikel er en spire som bør udbygges. Du er velkommen til at hjælpe Wikipedia ved at udvide den. |